# Автомагістраль A10 (Литва)
Автомагістраль A10 — шосе в Литві що пролягає від Паневежіса, минаючи Пасваліс, і закінчується на кордоні з Латвією. Звідти дорога продовжується до Риги. Довжина дороги 66,10 км.
Обмеження швидкості на більшій частині дороги становить 90 км/год. Це частина однієї з найважливіших транзитних доріг у країнах Балтії – коридору Via Baltica. У планах переведення дороги на профіль 2+1.

## Дивись також
- Транспорт Литви